# Тромбер, Жорж
Жорж Огюст Эрнест Тромбер (фр. Georges Auguste Ernest Trombert, 10 августа 1874 — 27 февраля 1949) — французский фехтовальщик, призёр Олимпийских игр.

## Биография
Родился в 1874 году в Женеве (Швейцария). Участвовал в Первой мировой войне, был награждён Орденом Почётного легиона. В 1920 году принял участие в Олимпийских играх в Антверпене, где стал обладателем серебряных медалей в командном первенстве в фехтовании на рапирах и саблях, и бронзовой — в командном первенстве в фехтовании на шпагах.